# Fantaisie-Impromptu

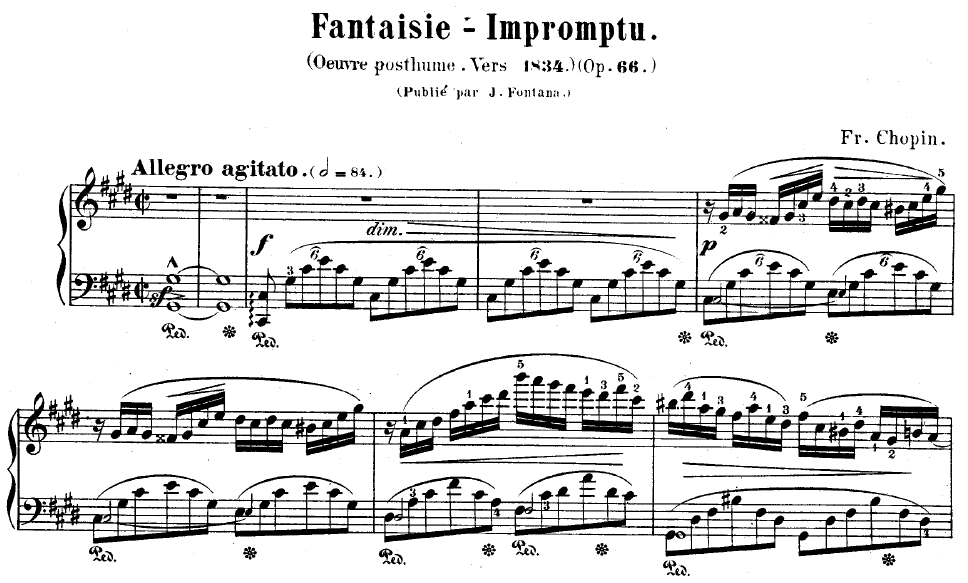
Inicio de la Fantaisie-Impromptu de Chopin.

La Fantasía-Impromptu ("Fantaisie-Impromptu" en francés), op. póst. 66 en do sostenido menor, fue compuesta por Frédéric Chopin en 1834 y publicada después de su muerte. Es una composición para piano solo y una de las más conocidas de Chopin.

## Historia
Compuesta en la tonalidad de do sostenido menor, la pieza fue creada en 1834. A pesar de su belleza y fantasía, Chopin no tenía la intención de mostrar esta pieza al gran público. De hecho, le había pedido a su amigo, Julian Fontana, que quemara todos sus borradores después de su muerte; sin embargo, al contrario, realizó una versión a partir de los bosquejos realizados por Chopin.
Se dice que la razón de esto era que se asemejaba al tercer movimiento de la sonata para piano n.º 14, Claro de luna, de Beethoven. Chopin era consciente de ese hecho y se abstuvo a partir de la publicación de la obra para evitar cierto tipo de críticas. Sin embargo, seis años después de la muerte de Chopin, fue publicada por Julian Fontana como su opus 66.

## Estructura
En la pieza hay muchas polirritmias, la mano derecha toca semicorcheas mientras que la izquierda toca tresillos. El tempo inicial indicado es allegro agitato y luego cambia a largo y más tarde, cuando cambia a re bemol mayor, a moderato cantabile. Re bemol mayor es una tonalidad enarmónica equivalente a la tonalidad más oscura de do sostenido mayor. Después cambia a presto al continuar en do sostenido menor. Termina con un final fantasioso de una forma misteriosa y tranquila en el que la mano izquierda repite las primeras notas del tema de la parte moderato cantabile y la mano derecha sigue tocando semicorcheas. 

## En la cultura popular
- En el videojuego Eternal Sonata dedicado a los sueños de Chopin tiene un capítulo entero dedicado a la Fantaisie-Impromptu.
- En el videojuego de miedo Clock Tower 3 aparecen extractos de la Fantaisie-Impromptu.
- La película Impromptu, de 1991, toma su nombre de este impromptu, que se escucha en la banda sonora de la película y es tocado por el personaje de Chopin, interpretado por Hugh Grant. En la película se da otra razón por la Chopin no quiere publicar la Fantaisie-Impromptu: Chopin le dice a George Sand (papel interpretado por Judy Davis) que no está satisfecho con la pieza porque un verdadero impromptu debería dar la sensación de completa espontaneidad.
- Una larga parte de la Fantaisie-Impromptu se escucha en la introducción de la versión afrikáans de la película sudafricana Lost in the desert (Perdidos en el desierto), en la que se muestra al padre del personaje principal, que es un pianista concertista, tocando la pieza en un recital y después haciendo reverencias mientras recibe los aplausos del público.
- La parte media de la Fantaisie-Impromptu fue adaptada por Harry Carroll para la frase inicial de la canción "I'm always chasing rainbows".
- Aparentemente, la Fantaisie-Impromptu inspiró la canción "Electro Fantasy" del juego en línea O2Jam.
- En la serie Lost ("Perdidos" en España), se puede escuchar la parte media de la Fantaisie-Impromptu al principio del capítulo 14 de la quinta temporada, llamado "The variable", tocado en un flashback por el personaje Daniel Faraday de niño. También aparece en el capítulo 5 de la sexta temporada, llamado "The Lighthouse",tocado en la realidad paralela por el personaje David Sheppard(el hijo de Jack) en una prueba para el conservatorio.
- En la serie Ben 10: Supremacía Alienígena en "no es nada fácil ser qwen", aparece esta obra interpretada por una amiga de gwen mientras ellos pelean contra el doctor animo.
- En el juego Pump It Up existe un remix de esta obra generado por el Dj  SHK, presentándose para este juego como parte del repertorio de canciones de la versión 2015 de la consola del videojuego en la sección de "Original Tunes", sección donde mayormente se albergan obras de este género.
- En la telenovela A la sombra del ángel (1989) de TVN, es una melodía recurrente interpretada por el pianista Humberto Valle (Remigio Remedy/Osvaldo Silva).
- En la serie de anime Classicaloid, en la primera temporada se puede escuchar una versión de esta pieza (interpretada por EHAMIC ft. Galaco) titulada "Yowa no Tsuki". Dicha versión corresponde al Musik del personaje Cho-chan, el cual está inspirado en el compositor.
- En la versión de anime Mujercitas de 1980 producida por Toei Animation y dirigida por Yugo Serikawa el personaje de Beth March interpreta 'Fantaisie-Impromptu en el piano de su vecino, el señor Lawrence.